# Saida Mirziyoyeva

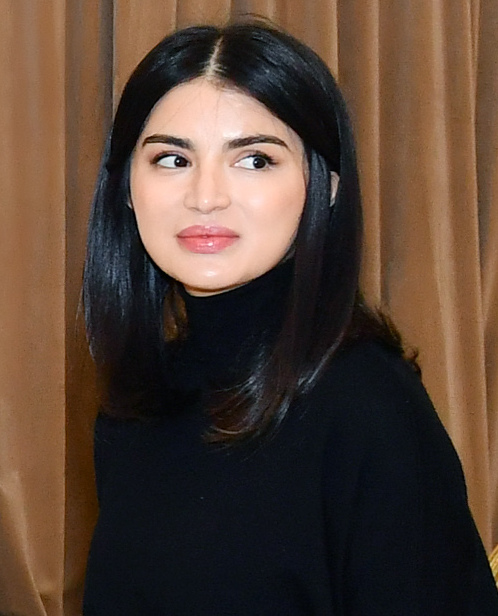
Saida Mirziyoyeva

Saida Shavkatovna Mirziyoyeva (Saida Schawkatowna Mirsijojewa, russisch Саида Шавкатовна Мирзиёева, wiss. Transliteration Saida Šavkatovna Mirziëeva, geb. 4. November 1984, Qoʻqon, Provinz Fargʻona, Usbekische SSR) ist eine usbekische Politikerin und die älteste Tochter des usbekischen Präsidenten Shavkat Mirziyoyev.

## Leben
Saida Mirziyoyeva wurde am 4. November 1984 in Qoʻqon in der Familie von Shavkat Mirziyoyev geboren. Ihre Mutter ist Ziroatkhon Hoshimova. Ihr Vater wurde 2003 zum Regierungschef von Usbekistan und 2016 zum Präsidenten Usbekistans ernannt. Saida schloss ihr Studium an der Universität für Weltwirtschaft und Diplomatie (Университет мировой экономики и дипломатии, Uniwersitet mirowoi ekonomiki i diplomatii) mit einem Bachelor in internationalem Recht ab, an der Staatlichen Rechtsuniversität Taschkent (Ташкентский государственный юридический университет, Taschkentski gossudarstwenny juriditscheski uniwersitet) mit einem Master in Rechtswissenschaften (2008) und an der Lomonossow-Universität Moskau mit einem Master-Abschluss in Wirtschaftswissenschaften (2010).
Sie forschte an der Akademie für öffentliche Verwaltung unter dem Präsidenten Usbekistans und am Zentrum für strategische Forschung der Moskauer Staatsuniversität. Im Jahr 2022 wurde sie zur Leiterin des Bereichs für Kommunikations- und Informationspolitik der Präsidialverwaltung ernannt, im August 2023 wurde sie Erste Assistentin des Staatsoberhaupts und bekleidete die höchste Position in der Präsidialverwaltung (nach dem Präsidenten selbst).
Usbekische Medien würdigen Mirziyoyeva für die Öffnung von Regierungsbehörden und ihre Bemühungen zur Unterstützung der Meinungsfreiheit und der Frauenrechte. Der kasachische Politikwissenschaftler Talgat Mamyrayimov erklärt, dass Mirziyoyeva in der Präsidialverwaltung eine liberale Gesetzgebung zu Frauenrechten und Bildung gefördert habe, und behauptet: „Saida Mirziyoyeva ist die ‚Hauptakteurin‘ in der Gleichstellungspolitik Usbekistans und leitet im Wesentlichen die Geschlechterpolitik im Land.“

## Familie
Mirziyoyeva ist mit Oybek Tursunov (Ойбеком Турсуновым) verheiratet. Aus dieser Ehe gingen drei Kinder hervor, darunter der Sohn Miromon (oder Omonbek; Миромон / Омонбек) und die Tochter Saodat (oder Saodathon; Саодат / Саодатхон).